# Gretna (Florida)
Gretna es una ciudad ubicada en el condado de Gadsden en el estado estadounidense de Florida. En el Censo de 2010 tenía una población de 1.460 habitantes y una densidad poblacional de 93,47 personas por km².

## Geografía
Gretna se encuentra ubicada en las coordenadas 30°35′13″N 84°42′16″O / 30.58694, -84.70444. Según la Oficina del Censo de los Estados Unidos, Gretna tiene una superficie total de 15.62 km², de la cual 15.6 km² corresponden a tierra firme y (0.13%) 0.02 km² es agua.

## Demografía
Según el censo de 2010, había 1.460 personas residiendo en Gretna. La densidad de población era de 93,47 hab./km². De los 1.460 habitantes, Gretna estaba compuesto por el 4.59% blancos, el 83.84% eran afroamericanos, el 0.62% eran amerindios, el 0% eran asiáticos, el 0% eran isleños del Pacífico, el 10% eran de otras razas y el 0.96% pertenecían a dos o más razas. Del total de la población el 13.29% eran hispanos o latinos de cualquier raza.